# Шейн, Максвелл
Максвелл Шейн (англ. Maxwell Shane) (26 августа 1905 года — 25 октября 1983 года) — американский кинорежиссёр, сценарист и продюсер, известный своими работами 1940—1950-х годов.
Начав свою карьеру как журналист, Шейн перешёл в кинематограф, где в основном работал как сценарист картин категории В, иногда выступая также в качестве режиссёра и продюсера.
К числу лучших работ Шейна в качестве режиссёра и сценариста относятся фильмы нуар «Страх в ночи» (1947), «Город за рекой» (1949), «Стеклянная стена» (1953) и «Нагая улица» (1955). Наиболее признанными картинами Шейна, в которых он участвовал в разработке сценария, стали «Рука мумии» (1940), «Слишком много блондинок» (1941), «Аварийная бригада» (1942), «Торнадо» (1943), «Подожди пока засияет солнце, Нелли» (1952) и «Три часа на убийство» (1954). Шейн известен также как сценарист и продюсер комедии «Мы идём вокруг горы» (1940) и приключенческой драмы «Семеро были спасены» (1947).
В 1953 году с картиной «Стеклянная стена» (1953) Шейн завоевал приз Международного кинофестиваля в Локарно

## Биография
Максвелл Шейн родился 26 августа 1905 года в Патерсоне, штат Нью-Джерси.
Шейн получил образование в Юридической школе Калифорнийского университета и в Университете Южной Калифорнии в Лос-Анджелесе. После окончания университета Шейн отказался от юридической карьеры и решил стать журналистом. Он начал голливудскую карьеру в отделе рекламы, а в 1937 году поднялся до должности сценариста.

## Работа в качестве сценариста (1937-45)
В начале своей карьеры Шейн участвовал в разработке сценариев фильмов категории В, сотрудничая с различными кинокомпаниями, включая «Парамаунт», «Юнивёрсал», «Рипаблик», но более всего — для независимой студии «Пайн-Томас».
К числу наиболее заметных фильмов по сценариям Шейна в 1930-е годы стали криминальная мелодрама о ловле сбежавшего преступника «Федеральная охота на человека» (1938), судебная драма «Тайны коллегии присяжных» (1939), фильма ужасов «Рука мумии» (1940), своеобразный сиквел классического фильма «Мумия» (1932), в котором вновь оживает превратившаяся в прах древнеегипетская мумия.
В первой половине 1940-х годов Шейн участвовал в разработке сценариев таких фильмов, как музыкальная мелодрама «Слишком много блондинок» (1941), криминально-полицейская драма «Глаза преступного мира» (1942), экшн-драма «Аварийная бригада» (1943), военная драма «Воздушный стрелок» (1943), приключенческая шахтёрская драма «Торнадо» (1943), детективная хоррор-комедия «Одно тело — это слишком много» (1944), криминальная комедия «Полночная охота за человеком» (1945).

## Работа в качестве режиссёра (1947-55)
«Став режиссёром в 1947 году, Шейн увлёкся нуаровыми проектами, такими как „Страх в ночи“ (1947), „Город за рекой“ (1949) и „Нагая улица“ (1955)».
Шейн самостоятельно написал сценарии всех пяти фильмов, поставленных им в качестве режиссёра. Первой режиссёрской работой Шейна стал фильм нуар «Страх в ночи» (1947). Поставленный по рассказу известного детективного автора Корнелла Вулрича, фильм рассказывает о банковском служащем, который видит сон, в котором убивает человека, а проснувшись, начинает подозревать, что это убийство произошло на самом деле. Следующим фильмом Шейна стала социальная нуаровая драма «Город за рекой» (1949) по роману Ирвинга Шульмана, рассказывающая о городской молодёжной банде и её разрушительном моральном воздействии на подростков, главные роли в картине сыграли Тони Кёртис, Стивен МакНэлли и Тельма Риттер.
Нуаровая драма «Стеклянная стена» (1953) с участием Витторио Гассмана и Глории Грэм рассказывала о военном беженце из Европы, который отправляется на поиски своего американского товарища, бывшего солдата, который сможет подтвердить его право остаться в США. В нуаре «Нагая улица» (1955) безжалостный мафиозный босс (Энтони Куинн), запугав свидетелей, добивается выхода на свободу приговорённого к смертной казни молодого гангстера (Фарли Грейнджер), от которого забеременела его сестра (Энн Бэнкрофт). После свадьбы и последующей потери ребёнка молодой гангстер становится на путь супружеских измен и преступлений, в результате мафиози добивается того, чтобы того поймали и казнили по обвинению в убийстве, которого он не совершал.
Наконец, пятым и последним фильмом Шейна в качестве режиссёра стал римейк его же фильма «Страх ночи», на этот раз под названием «Ночной кошмар» (1956) с Эдвардом Г. Робинсоном в главной роли
.
В 1950-е годы Шейн продолжал работать как сценарист, однако "многие его сценарии были незапоминающимися, за редкими исключениями, такими как трогательная драма в стиле Американа «Подожди пока засияет солнце, Нелли» (1952), рассказывающая о жизни парикмахера и его близких в небольшом американском городке, а также вестерн «Три часа на убийство» (1954) с участием Дэны Эндрюса
В начале 1960-х годов Шейн работал несколько лет для телевидения в качестве сценариста, режиссёра и продюсера нескольких фильмов таких популярных телесериалов, как «Команда М» (1959-60), «Триллер» (1961) и «Виргинец» (1962-63), после чего вышел на пенсию.

## Личная жизнь
Максвелл Шейн умер 25 октября 1983 года в Вудленд-Хиллз, Лос-Анджелес, Калифорния.

## Фильмография

### Режиссёр
- 1947 — Страх в ночи / Fear in the Night
- 1949 — Город за рекой / City Across the River
- 1953 — Стеклянная стена / The Glass Wall
- 1955 — Нагая улица / The Naked Street
- 1956 — Ночной кошмар / Nightmare

### Сценарист, автор истории
- 1937 — Любовь не одолеть / You Can’t Beat Love
- 1937 — Проходите сюда, пожалуйста / This Way Please
- 1937 — Ты моя душенька / You’re a Sweetheart
- 1938 — Наводчицы / Tip-Off Girls
- 1938 — Приключение в Сахаре / Adventure in Sahara
- 1938 — Федеральная охота на человека / Federal Man-Hunt
- 1939 — С. О. С. Приливная волна / S.O.S. Tidal Wave
- 1939 — Тайны коллегии присяжных / Grand Jury Secrets
- 1939 — Невидимый убийца / The Invisible Killer
- 1940 — Золотые перчатки / Golden Gloves
- 1940 — Мы идём вокруг горы / Comin' Round the Mountain
- 1940 — Боксёрские истории / The Leather Pushers
- 1940 — Рука мумии / The Mummy’s Hand
- 1941 — Слишком много блондинок / Too Many Blondes
- 1941 — Пикирование на полном ходу / Power Dive
- 1941 — Вынужденная посадка / Forced Landing
- 1941 — Опасная игра / A Dangerous Game
- 1941 — Полёт вслепую / Flying Blind
- 1941 — Нет стрелок на часах / No Hands on the Clock
- 1942 — Торпедная лодка / Torpedo Boat
- 1942 — Старшина роты / Top Sergeant
- 1942 — Я живу в опасности / I Live on Danger
- 1942 — Дикая кошка / Wildcat
- 1942 — Глаза преступного мира / Eyes of the Underworld
- 1942 — Аварийная бригада / Wrecking Crew
- 1943 — Воздушный стрелок / Aerial Gunner
- 1943 — Взрывчатое вещество / High Explosive
- 1943 — Ковбой на Манхэттане / Cowboy in Manhattan
- 1943 — Шоссе в Аляске / Alaska Highway
- 1943 — Сигнал подводной лодки / Submarine Alert
- 1943 — Минный тральщик / Minesweeper
- 1943 — Торнадо / Tornado
- 1944 — Королева древесины / Timber Queen
- 1944 — Военно-морской путь / The Navy Way
- 1944 — Выбор игрока / Gambler’s Choice
- 1944 — Одно тело — это слишком много / One Body Too Many
- 1944 — Двойная экспозиция / Double Exposure
- 1944 — Тёмная гора / Dark Mountain
- 1945 — Страшная история / Scared Stiff
- 1945 — Следуйте за той женщиной / Follow That Woman
- 1945 — Большая мощность / High Powered
- 1946 — Весёлые люди / People Are Funny
- 1946 — Токийская роза / Tokyo Rose
- 1946 — Человек, который осмелился / The Man Who Dared
- 1947 — Я пишу о большом городе / I Cover Big Town
- 1947 — Семеро были спасены / Seven Were Saved
- 1947 — Страх в ночи / Fear in the Night
- 1947 — Большой город / Big Town
- 1947 — Опасная улица / Danger Street
- 1947 — Остров приключений / Adventure Island
- 1948 — Мистер Безрассудный / Mr. Reckless
- 1948 — Скандал в большом городе / Big Town Scandal
- 1948 — Косматый / Shaggy
- 1949 — Город за рекой / City Across the River
- 1952 — Подожди пока засияет солнце, Нелли / Wait Till the Sun Shines, Nellie
- 1953 — Стеклянная стена / The Glass Wall
- 1954 — Три часа на убийство / Three Hours to Kill
- 1955 — Адский остров / Hell’s Island
- 1955 — Нагая улица / The Naked Street
- 1956 — Ночной кошмар / Nightmare